# Piqueras
Piqueras es un municipio y localidad española de la provincia de Guadalajara, en la comunidad autónoma de Castilla-La Mancha. El término municipal tiene una población de 33 habitantes (INE 2024).

## Geografía
Piqueras se encuentra a una altitud de unos 1378 m sobre el nivel del mar. En el siglo XIX se menciona cómo el término «comprende buenos montes de encina y roble».

## Historia
A mediados del siglo XIX, el lugar contaba con una población censada de 240 habitantes. La localidad aparece descrita en el decimotercer volumen del Diccionario geográfico-estadístico-histórico de España y sus posesiones de Ultramar de Pascual Madoz de la siguiente manera:

PIQUERAS: v. con ayunt. en la prov. de Guadalajara (27 leg.), part. jud. de Molina (5), aud. terr. y c. g. de Madrid (37), dióc. de Sigüenza (17). sit. en un barranco, circundada de cerros que limitan su horizonte; goza de clima sano. Tiene 60 casas; la consistorial con cárcel; escuela de instruccion primaria frecuentada por 24 alumnos, dotada con 36 fan. de trigo; una igl. parr. (la Asuncion de Ntra. Sra.) servida por un cura y un sacristan. térm.: confina N. Anquela; E. Alcoroches; S. Alustante, y O. Traid; dentro de él se encuentra una ermita (San Fabian) y el cas. de Mortos. El terreno, en su mayor parte quebrado y áspero, es de mediana calidad; comprende buenos montes de encina y roble; le baña un arroyo que atraviesa la pobl. caminos: los locales todos de herradura y ásperos por la escabrosidad del terreno. correo: se recibe y despacha en la cab. del part. por el balijero de Alustante. prod.: cereales, legumbres, patatas y pastos, con los que se mantiene ganado lanar y vacuno; abunda la caza de perdices, liebres, conejos, venados, y no faltan animales dañinos como lobos y zorras. ind.: la agrícola y la emigracion á las Andalucías durante la temporada de invierno á trabajar en los molinos de aceite; en Piqueras hay uno harinero impulsado por el arroyo de que se ha hecho mérito. pobl.: 46 vec., 240 alm. cap. prod.: 1.327,000 rs. imp.: 53,100. contr.: 2,947.
(Madoz, 1849, p. 54)

## Demografía
Piqueras cuenta con una población de 33 habitantes (INE 2024).
| Gráfica de evolución demográfica de Piqueras entre 1842 y 2021                                                      |
| |
| Población de derecho según los censos de población del INE Población de hecho según los censos de población del INE |